# Bourville
Bourville é uma comuna francesa na região administrativa da Normandia, no departamento de Sena Marítimo. Estende-se por uma área de 6,63 km². Em 2010 a comuna tinha 306 habitantes (densidade: 46,2 hab./km²).